# Morgontidning
Morgontidning är en typ av dagstidning. Morgontidningen trycks i allmänhet kring midnatt, och når prenumeranterna under natten och morgonen, oftast utdelade av ett tidningsbud. Vissa morgontidningar uppbär presstöd.
Läsandet av morgontidningar har sjunkit under 2000-talet. I Sverige var det 72 procent som läste dagspress år 2007 och år 2013 hade det minskat till 56 procent. Den som läser en tryckt morgontidning gör det i ungefär 30 minuter och den som läser tidningen på internet använder 15 minuter.
En stor del av morgontidningens upplaga säljs genom prenumeration.

## Internet
Även om namnet syftar på den fysiska tidningen som kommer på morgonen så har dessa tidningar ofta en webbplats med nyhetsinnehåll. Dessa sidor har samma fokus som själva tidningen. Några stora svenskspråkiga sidor är DN.se och SvD.se.